# Enllaç C-Ge
Els compostos d'organogermani (o compostos orgànics del germani) són compostos químics que contenen un enllaç químic entre carboni (C) i germani (Ge) (enllaç C-Ge).
La química de l'organogermani és la ciència corresponent que explora les propietats, l'estructura i la reactivitat d'aquests compostos.
El germani comparteix el grup 14 de la taula periòdica amb el silici, estany i plom, i no és sorprenent que la química de l'organogermani estigui entre la dels compostos d'organosilici i els compostos d'organoestany.
Una de les raons per les quals el valor sintètic limitat dels compostos d'organogermani són els costos dels compostos de germani. D'altra banda, el germani es defensa com una alternativa no tòxica a molts reactius d'organoestanys tòxics. Compostos com el tetrametilgermani i el tetraetilgermani s'utilitzen a la indústria de la microelectrònica com a precursors per a la deposició química de vapor de diòxid de germani.
El primer compost d'organogermani, el tetraetilgermani, va ser sintetitzat per Winkler el 1887, per la reacció del tetraclorur de germani amb el dietilzinc.
El compost organogermaní bis(2-carboxietilgermani)sesquiòxid es va informar per primera vegada el 1966.

## Compostos d'organogermani
S'accedeix als organogermanis del tipus R₄Ge amb grups alquil (R) mitjançant el tetraclorur de germani precursor de germani i els nucleòfils alquils més barats disponibles.
S'observen les tendències següents baixant pel grup del carboni:
- La nucleofilicitat augmenta Si < Ge < Sn, així com l'efecte d'hiperconjugació conegut com a efecte beta-silici Si<Ge<<Sn.
- L'enllaç C-Si és principalment covalent, i l'enllaç C-Sn relativament polar; els enllaços amb el germani es troben entremig.

De la mateixa manera que amb el silici, la nucleofilicitat dels germanis al·lílics és alta a causa de la polarització intrínseca de l'enllaç (diferència d'electronegativitat 2,55 − 2,01 = 0,54) i l'efecte estabilitzador combinat sobre el carboni α pel grup al·lil i l'àtom de germani. El compost de germani de la reacció de Sakurai es va descobrir el 1986:

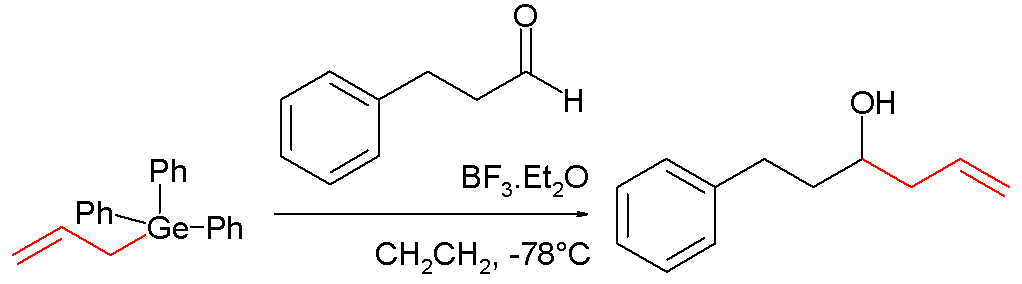
Addició nucleòfila amb organogermani

El grup carbonil en aquesta reacció s'activa amb trifluorur de bor.

### Hidrurs
L'isobutilgermani, (IBGe) o (Me₂CHCH₂)GeH₃, és l'hidrur d'organogermani que és una font de germani per a realitzar deposició de vapor mitjançant processos químics organometàl·lics. Actualment s'investiga l'isobutilgermani com una alternativa més segura i menys perillosa al gas tòxic de germani en aplicacions microelectròniques.
L'hidrur de tris(trimetilsilil)germani (Me₃Si)₃GeH s'ha investigat com una alternativa no tòxica a molts hidrurs d'estany, com l'hidrur de tributilestany.

### Altres compostos
Es coneix el trifenilgermanol (Ph₃GeOH), existent com a sòlid incolor. Igual que el silanol isoestructural, participa en enllaços d'hidrogen en estat sòlid.
Es coneixen molts reactius intermediants de germani: germilens (cadenes de carbè), radicals lliures de germil, germins (cadenes de carbí). Els digermins només existeixen per a substituents extremadament voluminosos. A diferència dels alquins, el nucli C-Ge-Ge-C d'aquests digermins no ès lineal, tot i que són plans. La distància de l'enllaç Ge-Ge és de 2,22 Å i els angles Ge-Ge-C són de 131°. Aquests compostos es preparen mitjançant la reducció d'halogenurs d'arilgermani(II) voluminosos.
Igual que amb el silici i en contrast amb el carboni, els compostos que contenen dobles enllaços Ge=C (germens) i Ge=Ge (digermilens) són rars. Un exemple són els derivats voluminosos del germabenzè, un anàleg del benzè.